# Ростислав Іванович
Ростислав Іванович Берладник (? — 1189) — руський князь з першої галицької династії, син звенигородського та галицького князя Івана Ростиславича Берладника і правнук Василька Ростиславича, претендент на галицький трон.

## Біографія
Жив ізгоєм при дворі смоленського князя Давида Ростиславича. У 1188 році угорський король Бела III захопив Галич і проголосив себе королем Галичини (rex Galiciae). У 1189 році до Ростислава, який перебував у Смоленську, прибули посли з Галича з пропозицією повернути собі князівство предків. Намагаючись скористатися з невдоволення угорською владою, Ростислав з невеликою дружиною прибув у Галичину і здійснив спробу здобути галицький престол. Прикордонні міста визнали його князем, проте в битві за Галич Ростислав зазнав поразки від угорців. Поранений, він потрапив у полон, де був отруєний:
|  | «Але угри, побачивши це, приклали зілля смертельне до [його] ран, і від того він помер. І положили його в монастирі, у церкві святого Іоанна, і прилучився він до дідів своїх і до отців своїх». |